# Xysmalobium decipiens
Xysmalobium decipiens är en oleanderväxtart som beskrevs av Nicholas Edward Brown. Xysmalobium decipiens ingår i släktet Xysmalobium och familjen oleanderväxter. Inga underarter finns listade i Catalogue of Life.